# Ruth Seopedi Motau
Ruth Seopedi Motau (* 8. března 1968) je jihoafrická fotografka, která v současnosti žije a pracuje v Johannesburgu v Jižní Africe. Motau byla první černošská fotografka, která byla zaměstnána v jihoafrických novinách jako editorka fotografií. Její fotografie se zaměřuje na sociální dokument ovlivněný fotožurnalismem a marginalizací černochů a komunit.

## Životopis
Motau se narodila v zóně 2 v Meadowlands, Soweto. Je poslední narozenou z devíti dětí. Navštěvovala základní školu Tswelelang a poté střední školu Thutolore v Meadowlands, Soweto a Turret College, kterou založil Jihoafrický výbor pro vysokoškolské vzdělávání (SACHED). Poté navštěvovala George Tabor College (nyní George Tabor Campus South West Gauteng TVET College) v Sowetu, aby se naučila obrábění a soustružení, kterým se nakonec nevěnovala. Motau našla svou vášeň v roce 1990, kdy začala studovat fotografii na Market Photo Workshop v Johannesburgu).

## Kariéra
Po absolvování tříletého kurzu na Market Photo Workshop pracovala Motau jako stážistka v novinách Mail & GuardianMail & Guardian (1993-1995), kde v letech 1995-2002 pracovala jako fotografka a editorka fotografií. Nadále pracovala jako obrazová redaktorka pro jihoafrické noviny The Sowetan (2004-2008) a pro City Press (2008-2010). Dokončila řadu dokumentárních fotografických esejů a seriálů, mimo jiné Shebeens, Sonnyboy's Story, nebo Women and Municipal Service Delivery. Její práce byly vystavovány na mezinárodní úrovni a získaly řadu ocenění, její dopad a odkaz na dokumentární fotografii z Jižní Afriky je uznáván prostřednictvím platforem, jako je Photography Legacy Project (iniciovaný Goodman Gallery, David Goldblatt Legacy Trust a Wits Historical Papers ).

## Metodologie
Ve světě tvorby snímků, kde se fotografové věnují pouze snímkům a dodržování termínů, má Motau jiný a osobnější přístup. Než přistoupí k fotografování, přistupuje k lidem vyobrazeným na jejích fotografiích osobně. Místo toho, aby z místa odešla, se ujistí, že dostane povolení od osoby, kterou fotografuje. Při práci na dílech také tráví čas s lidmi, které bude fotit, aby si vytvořila intimní pouto a získala si důvěru účastníků v určité komunitě, ve které bude pracovat.
Za zmínku, stojí fakt, že jakmile skončí s určitým dílem, vždy se snaží ukázat snímky lidem, které fotila, aby se mohli do práce zapojit.
Motau odkazuje na bývalou hlavu státu Nelsona Mandelu jako na jednoho z lidí, kteří ji také inspirovali. Vypráví příběh, v době kdy byla pověřena jeho fotografováním, jak se představil, i když bylo zcela zřejmé, o koho jde.
Její práce se zviditelňuje díky pokoře v jejím přístupu k lidem a příběhům, kterým se věnuje, což jsou společensko-politické příběhy, které každodenně ovlivňují naše komunity a které jsou obvykle přehlíženy pro bulvární příběhy.

## Ocenění
- 2001 cena SABC pro ženy, které dělají rozdíly v médiích[8]
- 1997 Freedom Forum Fellowship, Rhodes University[9]

## Vybrané výstavy
- 2019: Paris Photo mezinárodní veletrh fotografického umění zastoupený Goodman Gallery, Johannesburg[10]
- 2019: Yithi Laba. Skupinová výstava Lindeka Qampi, Neo Ntsoma, Zanele Muholiová, Ruth Motau a Berni Searle na Market Photo Workshop, Johannesburg[11]
- 2006: Ranjith Kally, Senzeni Marasela a Ruth Motau v Goodman Gallery[12]
- 2002: Jihoafrické rodinné příběhy: Skupinový portrét. IZIKO Jihoafrická národní galerie, Kapské Město; KIT Tropenmuseum, Amsterdam[13][14]
- 1995: Výstava Black Looks, White Myths na bienále v Johannesburgu, kurátoři: Octavio Zaya, Danielle Tilkin a Tumelo Mosaka[15][16]
- 1995: Bienal de São Paulo, São Paulo, Brazílie